# 硫酸铷
硫酸铷是铷的硫酸盐，化学式为 Rb2SO4。 它的分子量为 266.999 g/mol。 在酸中，形成酸式盐硫酸氢铷。  它可溶于水，形成硫酸铷水溶液。

## 反应
- Y2(SO4)3 + Rb2SO4 → Rb3[Y(SO4)3][2]
- Rb2SO4 + H2SO4 → 2RbHSO4[3]